# Raxtu Raxti
Raxtu Raxti är en lettisk musikgrupp som spelar folkmusik. Gruppen startade sin verksamhet 2015 med medlemmar ur musikgruppen Autobuss Debesīs, tillsammans med lettiska folkmusiker. Gruppen gav ut sin första skiva samma år och blev snabbt mycket populära i hemlandet.
Raxtu Raxti förknippades redan från början med musik av Imants Kalniņš och dennes son, Marts Kristiāns Kalniņš, är en av gruppens grundare. Gruppens repertoar innefattar även arrangemang av traditionell lettisk folkmusik.
Tillsammans med koreograferna Dagmāra Bārbale, Agri Daņiļēvičs och Gints Baumanis och en danstrupp skapade man, till Lettlands 100-årsjubileum 2018, dans- och musikföreställningen Vēstījums rakstos.

## Medlemmar
Gruppen bestod 2022 av sex medlemmar, som ibland förstärks med fler musiker och instrument:
- Marts Kristiāns Kalniņš, född 1980 (sång, klaviatur, harmonium, stabule)
- Armands Treilihs, född 1980 (basgitarr)
- Kārlis Auzāns, född 1977 (gitarr, cello)
- Kristīne Kārkle (sång, violin, kokle)
- Ilze Grunte (gitarr, harpa, mandolin)
- Artis Orubs, född 1983 (trummor, slagverk)

## Diskografi
Gruppen har hittills givit ut fyra skivor:
- 2015: Es Atradu Tautasdziesmu
- 2016: Līgo
- 2017: Man bij' dziesmu vācelīte
- 2018: Vēstījums Rakstos, tillsammans med gruppen Auļi